# Hirtodrosophila mendeli
Hirtodrosophila mendeli är en tvåvingeart som först beskrevs av Mourao, Gallo och Bicudo 1965.  Hirtodrosophila mendeli ingår i släktet Hirtodrosophila och familjen daggflugor. Inga underarter finns listade i Catalogue of Life.